# Groupe A des éliminatoires de la zone Afrique de la Coupe du monde de football 2026
Navigation
Groupe B
Le groupe A de la zone Afrique des éliminatoires de la Coupe du monde de football 2026 est l'un des neuf groupes de la zone Afrique des éliminatoires de la Coupe du monde qui se déroulera en 2026 aux États-Unis, au Canada et au Mexique. Le groupe A des éliminatoires de la coupe du monde 2026 se compose de l'Égypte, du Burkina faso, de la Guinée-Bissau, du Sierra Leone, de l'Éthiopie, et du Djibouti
Le vainqueur du groupe se qualifie directement pour la coupe du monde, et les quatre meilleurs deuxièmes des groupes se qualifient aux barrages continental.

## Tirage au sort
Le tirage au sort des groupes a eu lieu le 13 juillet 2023, à 17h30 heure française, dans la ville d'Abidjan en Côte d'Ivoire.

## Classement
| 1 | Égypte        | 16 | 6 | 5 | 1 | 0 | 14 | 2  | +12 |  | Égypte        |     | 2-1 | 1-0 | -   | -   | 6-0 |
| 2 | Burkina Faso  | 11 | 6 | 3 | 2 | 1 | 13 | 7  | +6  |  | Burkina Faso  | -   |     | 2-2 | 1-1 | -   | 4-1 |
| 3 | Sierra Leone  | 8  | 6 | 2 | 2 | 2 | 7  | 7  | 0   |  | Sierra Leone  | 0-2 | -   |     | 3-1 | -   | 2-1 |
| 4 | Guinée-Bissau | 6  | 6 | 1 | 3 | 2 | 5  | 7  | -2  |  | Guinée-Bissau | 1-1 | 1-2 | -   |     | 0-0 | -   |
| 5 | Éthiopie      | 6  | 6 | 1 | 3 | 2 | 7  | 7  | 0   |  | Éthiopie      | 0-2 | 0-3 | 0-0 | -   |     | 6-1 |
| 6 | Djibouti      | 1  | 6 | 0 | 1 | 5 | 4  | 20 | -16 |  | Djibouti      | -   | -   | -   | 0-1 | 1-1 |     |

## Résultats
| 1re journée            | Burkina Faso             | 1 - 1   | Guinée-Bissau                       | Grand stade de Marrakech, Marrakech                 |                                                     |
| 17 novembre 2023 20h00 | Traoré 61e               | (0 - 1) | 20e Baldé                           | Spectateurs : 405 Arbitrage : Alhadi Allaou Mahamat | Spectateurs : 405 Arbitrage : Alhadi Allaou Mahamat |
| 17 novembre 2023 20h00 | Ouédraogo 68e · Dayo 85e | Rapport | 44e Bikel · 69e Semedo · 90+1e Mané | Spectateurs : 405 Arbitrage : Alhadi Allaou Mahamat | Spectateurs : 405 Arbitrage : Alhadi Allaou Mahamat |

| 16 novembre 2023 | Égypte                                                     | 6 - 0   | Djibouti                   | Stade international du Caire, Le Caire        |                                               |
| 17h00            | Salah 17e 22e (pen.) 48e 69e · Mohamed 73e · Trézéguet 89e | (2 - 0) |                            | Spectateurs : 6 000 Arbitrage : Jelly Chavani | Spectateurs : 6 000 Arbitrage : Jelly Chavani |
| 17h00            | Attia 40e                                                  | Rapport | 13e Warsama · 83e Akinbinu | Spectateurs : 6 000 Arbitrage : Jelly Chavani | Spectateurs : 6 000 Arbitrage : Jelly Chavani |

| 15 novembre 2023 | Éthiopie              | 0 - 0   | Sierra Leone | Stade Ben M'Hamed El Abdi, El Jadida |                           |
| 20h00            |                       | (0 - 0) |              | Arbitrage : Celso Alvação            | Arbitrage : Celso Alvação |
| 20h00            | Yalew 38e · Kumsa 74e | Rapport | 35e Kargbo   | Arbitrage : Celso Alvação            | Arbitrage : Celso Alvação |

| 2e journée             | Djibouti              | 0 - 1   | Guinée-Bissau              | Stade international du Caire, Le Caire         |                                                |
| 20 novembre 2023 14h00 |                       | (0 - 1) | 39e Rodrigues              | Spectateurs : 35 Arbitrage : Mohamed Athoumani | Spectateurs : 35 Arbitrage : Mohamed Athoumani |
| 20 novembre 2023 14h00 | Aden 36e · Araita 54e | Rapport | , 82e Mendes · 90+1e Djaló | Spectateurs : 35 Arbitrage : Mohamed Athoumani | Spectateurs : 35 Arbitrage : Mohamed Athoumani |

| 20 novembre 2023 | Sierra Leone               | 0 - 2   | Égypte            | Samuel Kanyon Doe Sports Complex, Monrovia                |                                                           |
| 17h00            |                            | (0 - 1) | 18e 62e Trézéguet | Spectateurs : 8 916 Arbitrage : Jean-Jacques Ndala Ngambo | Spectateurs : 8 916 Arbitrage : Jean-Jacques Ndala Ngambo |
| 17h00            | Fornah 38e · A.Kabia 90+9e | Rapport | 55e Fathi         | Spectateurs : 8 916 Arbitrage : Jean-Jacques Ndala Ngambo | Spectateurs : 8 916 Arbitrage : Jean-Jacques Ndala Ngambo |

| 20 novembre 2023 | Éthiopie                | 0 - 3   | Burkina Faso                                   | Stade Ben M'Hamed El Abdi, El Jadida      |                                           |
| 14h00            |                         | (0 - 0) | 69e Touré · 78e (pen.) B.Traoré · 90e Ouattara | Spectateurs : 385 Arbitrage : Lamin Jameh | Spectateurs : 385 Arbitrage : Lamin Jameh |
| 14h00            | Yusef 13e · Tilahun 86e | Rapport | 71e Ouattara · 74e Ouédraogo                   | Spectateurs : 385 Arbitrage : Lamin Jameh | Spectateurs : 385 Arbitrage : Lamin Jameh |

| 3e journée        | Sierra Leone            | 2 - 1   | Djibouti   | Stade Ben M'Hamed El Abdi, El Jadida              |                                                   |
| 5 juin 2024 18h00 | Davies 12e · Kargbo 51e | (1 - 1) | 35e Dadzie | Spectateurs : 250 Arbitrage : Godfrey Nkhakananga | Spectateurs : 250 Arbitrage : Godfrey Nkhakananga |
| 5 juin 2024 18h00 | Rapport                 |         |            | Spectateurs : 250 Arbitrage : Godfrey Nkhakananga | Spectateurs : 250 Arbitrage : Godfrey Nkhakananga |

| 6 juin 2024 | Guinée-Bissau | 0 - 0   | Éthiopie                | Estádio 24 de Setembro, Bissau         |                                        |
| 18h00       |               | (0 - 0) |                         | Arbitrage : Djindo Louis Houngnandande | Arbitrage : Djindo Louis Houngnandande |
| 18h00       | Candé 51e     |         | 57e Belay · 90+4e Panom | Arbitrage : Djindo Louis Houngnandande | Arbitrage : Djindo Louis Houngnandande |

| 6 juin 2024 | Égypte                           | 2 - 1   | Burkina Faso  | Cap International Stadium, Le Caire           |                                               |
| 21h00       | Trézéguet 3e · Trézéguet 7e      | (2 - 0) | 56e Traoré    | Spectateurs : 65 000 Arbitrage : Peter Waweru | Spectateurs : 65 000 Arbitrage : Peter Waweru |
| 21h00       | Abdelmonem 55e · Trézéguet 90+2e |         | 31e Ouedraogo | Spectateurs : 65 000 Arbitrage : Peter Waweru | Spectateurs : 65 000 Arbitrage : Peter Waweru |

| 4e journée         | Burkina Faso                | 2 - 2   | Sierra Leone              | Stade du 26 Mars, Bamako |                          |
| 10 juin 2024 21h00 | Ouattara 41e · Traore 45+2e | (2 - 0) | 58e Kargbo · 87e Bakayoko | Arbitrage : Benbraham L. | Arbitrage : Benbraham L. |
| 10 juin 2024 21h00 | Yago 43e · Bansé 82e        |         | 24e Jarjue Kabia          | Arbitrage : Benbraham L. | Arbitrage : Benbraham L. |

| 10 juin 2024 | Guinée-Bissau                                             | 1 - 1   | Égypte               | Estádio 24 de Setembro, Bissau |                       |
| 18h00        | Baldé 42e                                                 | (1 - 0) | 70e Salah            | Arbitrage : Ismail M.          | Arbitrage : Ismail M. |
| 18h00        | Bura (en) 38e · Sambinha 38e · Djalo 63e · Franculino 71e |         | 27e Kamal · 36e Amin | Arbitrage : Ismail M.          | Arbitrage : Ismail M. |

| 9 juin 2024 | Djibouti                                        | 1 - 1   | Éthiopie    | Ben M’Hamed El Abdi Stadium, El Jadida       |                                              |
| 18h00       | Dadzie 29e                                      | (1 - 1) | 31e Wondimu | Spectateurs : 100 Arbitrage : Ali Sabilla C. | Spectateurs : 100 Arbitrage : Ali Sabilla C. |
| 18h00       | Aden 25e · Mohamed 87e · Mouktar Youssouf 90+4e |         | 78e Tafesse | Spectateurs : 100 Arbitrage : Ali Sabilla C. | Spectateurs : 100 Arbitrage : Ali Sabilla C. |

| 5e journée         | Sierra Leone                             | 3 - 1   | Guinée-Bissau | Samuel Kanyon Doe Sports Complex, Paynesville |                           |
| 20 mars 2025 17h00 | Bundu 19e · M.Kamara 61e · I.Turay 90+6e | (1 - 0) | 68e Monteiro  | Arbitrage : Daniel Laryéa                     | Arbitrage : Daniel Laryéa |
| 20 mars 2025 17h00 | Rapport                                  |         |               | Arbitrage : Daniel Laryéa                     | Arbitrage : Daniel Laryéa |

| 21 mars 2025 | Burkina Faso                                                  | 4 - 1   | Djibouti     | Stade Ben M'Hamed El Abdi, El Jadida |                                     |
| 17h00        | Tiendrébéogo 12e · B.Traoré 33e · Zougrana 47e · L.Traoré 67e | (2 - 0) | 86e Akinbinu | Arbitrage : Abdel Aziz Mohamed Bouh  | Arbitrage : Abdel Aziz Mohamed Bouh |
| 17h00        | Rapport                                                       |         |              | Arbitrage : Abdel Aziz Mohamed Bouh  | Arbitrage : Abdel Aziz Mohamed Bouh |

| 21 mars 2025 | Éthiopie | 0 - 2   | Égypte                | Stade Larbi Zaouli, Casablanca |                              |
| 22h00        |          | (0 - 2) | 31e Salah · 40e Sayed | Arbitrage : Patrice Milazare   | Arbitrage : Patrice Milazare |
| 22h00        | Rapport  |         |                       | Arbitrage : Patrice Milazare   | Arbitrage : Patrice Milazare |

| 6e journée         | Guinée-Bissau | 1 - 2   | Burkina Faso    | Stade du 24-Septembre, Bissau |                             |
| 24 mars 2025 17h00 | Benjaqui 36e  | (1 - 1) | 6e 73e L.Traoré | Arbitrage : Samuel Uwikunda   | Arbitrage : Samuel Uwikunda |
| 24 mars 2025 17h00 | Rapport       |         |                 | Arbitrage : Samuel Uwikunda   | Arbitrage : Samuel Uwikunda |

| 24 mars 2025 | Éthiopie                                             | 6 - 1   | Djibouti     | Stade Ben M'Hamed El Abdi, El Jadida |                         |
| 22h00        | Desta 19e 52e 70e (pen.) · Nassir 34e 37e 58e (pen.) | (3 - 0) | 51e Akinbinu | Arbitrage : Luxolo Badi              | Arbitrage : Luxolo Badi |
| 22h00        | Rapport                                              |         |              | Arbitrage : Luxolo Badi              | Arbitrage : Luxolo Badi |

| 25 mars 2025 | Égypte      | 1 - 0   | Sierra Leone | Stade international du Caire, Le Caire |                                     |
| 20h00        | Sayed 45+2e | (1 - 0) |              | Arbitrage : Ahmad Imtehaz Heeralall    | Arbitrage : Ahmad Imtehaz Heeralall |
| 20h00        | Rapport     |         |              | Arbitrage : Ahmad Imtehaz Heeralall    | Arbitrage : Ahmad Imtehaz Heeralall |

| 7e journée                            | Guinée-Bissau | - | Sierra Leone | stade à déterminer |             |
| 1er septembre 2025 heure à déterminer |               |   |              | Arbitrage :        | Arbitrage : |

| 1er septembre 2025 | Djibouti | - | Burkina Faso | stade à déterminer |             |
| heure à déterminer |          |   |              | Arbitrage :        | Arbitrage : |

| 1er septembre 2025 | Égypte | - | Éthiopie | stade à déterminer |             |
| heure à déterminer |        |   |          | Arbitrage :        | Arbitrage : |

| 8e journée                          | Burkina Faso | - | Égypte | stade à déterminer |             |
| 8 septembre 2025 heure à déterminer |              |   |        | Arbitrage :        | Arbitrage : |

| 8 septembre 2025   | Guinée-Bissau | - | Djibouti | stade à déterminer |             |
| heure à déterminer |               |   |          | Arbitrage :        | Arbitrage : |

| 8 septembre 2025   | Sierra Leone | - | Éthiopie | stade à déterminer |             |
| heure à déterminer |              |   |          | Arbitrage :        | Arbitrage : |

| 9e journée                        | Djibouti | - | Égypte | stade à déterminer |             |
| 6 octobre 2025 heure à déterminer |          |   |        | Arbitrage :        | Arbitrage : |

| 6 octobre 2025     | Sierra Leone | - | Burkina Faso | stade à déterminer |             |
| heure à déterminer |              |   |              | Arbitrage :        | Arbitrage : |

| 6 octobre 2025     | Éthiopie | - | Guinée-Bissau | stade à déterminer |             |
| heure à déterminer |          |   |               | Arbitrage :        | Arbitrage : |

| 10e journée                        | Burkina Faso | - | Éthiopie | stade à déterminer |             |
| 13 octobre 2025 heure à déterminer |              |   |          | Arbitrage :        | Arbitrage : |

| 13 octobre 2025    | Djibouti | - | Sierra Leone | stade à déterminer |             |
| heure à déterminer |          |   |              | Arbitrage :        | Arbitrage : |

| octobre 2025       | Égypte | - | Guinée-Bissau | stade à déterminer |             |
| heure à déterminer |        |   |               | Arbitrage :        | Arbitrage : |

## Statistiques

### Discipline
| Joueurs | Cartons | Suspensions |
| ------- | ------- | ----------- |
|         |         |             |